# Вероленго
Вероленго, Вероленґо (італ. Verolengo, п'єм. Verolengh) — муніципалітет в Італії, у регіоні П'ємонт,  метрополійне місто Турин.
Вероленго розташоване на відстані близько 520 км на північний захід від Рима, 25 км на північний схід від Турина.
Населення — 4986 осіб (2014).
Щорічний фестиваль відбувається другої неділі вересня. 

## Демографія
Населення за роками:

Станом на 1 січня 2023 року в муніципалітеті офіційно проживало 286 іноземців з 32 країн, серед них 185 громадян країн Євросоюзу та 6 громадян України.

## Сусідні муніципалітети
- Брузаско
- Ківассо
- Крешентіно
- Лауріано
- Монтеу-да-По
- Рондіссоне
- Салуджа
- Сан-Себастіано-да-По
- Торрацца-П'ємонте